# René LeClerc
Renald LeClerc (Vanier, 11 novembre 1947) è un ex hockeista su ghiaccio canadese.
Nel corso della carriera ha giocato come ala destra nella NHL e nella WHA.

## Carriera
In occasione dell'NHL Amateur Draft 1964 LeClerc fu scelto in diciannovesima posizione assoluta dai Detroit Red Wings. Nelle quattro stagioni successive giocò a livello giovanile nella OHA con la maglia degli Hamilton Red Wings.
Nel 1968 LeClerc diventò un giocatore professionista all'interno dell'organizzazione dei Red Wings. Nelle stagioni successive si divise fra la NHL e le formazioni affiliate nelle diverse leghe minori nordamericane: Central Hockey League, American Hockey League e Western Hockey League. In totale con la maglia di Detroit collezionò 77 presenze e 21 punti.
Nel 1972 si trasferì nella lega rivale della NHL, la World Hockey Association, ingaggiato dai Quebec Nordiques, squadra della sua città natale. LeClerc rimase in Canada fino al gennaio del 1976, quando fu coinvolto in uno scambio che lo portò agli Indianapolis Racers.
Nella stagione 1978-79 ebbe modo di giocare insieme al giovane Wayne Gretzky prima dello scioglimento della squadra nel mese di dicembre. Per il resto della stagione, l'ultima nella storia della WHA, LeClerc fece ritorno a Québec. Si ritirò l'anno successivo dopo una breve esperienza in Belgio.